# Église de Saint-Martin-de-Corconac
L'église romane de Saint-Martin-de-Corconac est située sur la commune de L'Estréchure. Elle fait partie du « circuit des églises romanes en Cévennes » et plus largement des églises romanes du Bas-Languedoc.

## Historique

### Chronologie
- 1100 : construction probable de l'église
- 1197 : première mention de la paroisse de Saint-Martin-de-Corconac
- 1694 : rattachement au nouveau diocèse d'Alais
- 1702 : au début de la guerre des Camisards, Abraham Mazel épargne le curé Vedel.
- 1840 : transfert de l'activité religieuse à Saumane
- 1873 : transfert du siège de la commune à L'Estréchure
- 1934 : vente de l'église à Albin Poujol par la commune
- 1952 : décès d'Albin Poujol, sa fille Alice Pic devient unique propriétaire des lieux
- 1975 : réfection de la toiture par Simon Humbert
- 1997 : après la séparation de Simon Humbert et sa femme, Sylvie et François Legembre rachète la moitié de la propriété (presbytère, écollette et église)
- 2011 : les familles Legembre et Humbert se séparent du complexe, acquisition de l'église par Michel Pagès et création de l'association SMAC pour la restauration et l'animation de l'église
- 2012 : inscription de l'église à l'Inventaire supplémentaire des monuments historiques[2].

### Premières mentions

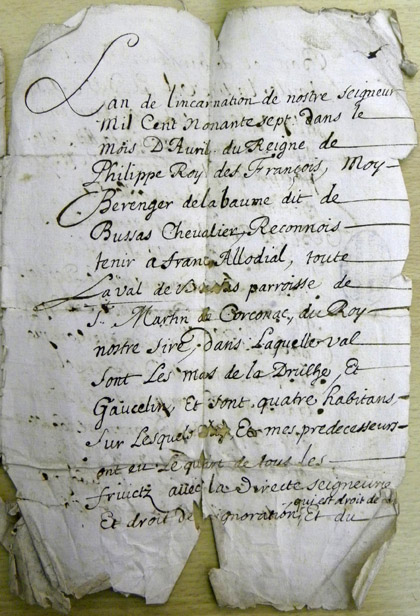
Première mention.

La Cella Sainte-Marie de Saumane existait en 1079, et l’Ecclesia parochialis en 1113 d'après les mentions qui en sont faites dans le cartulaire de l'abbaye Saint-Victor de Marseille.
Dans un hommage fait à Philippe, « roy des François », écrit en 1197, Bérenger de la Balme, seigneur de Bussas mentionne son rattachement à la paroisse de Saint-Martin de Corconac.
Saint-Martin-de-Corconac, canton de Saint-André-de-Valborgne :
- en 1345, Mansus de Corconaco (cartulaire de la seigneurie d'Alais, folio 35)
- en 1384, Locus de Corconaco (dénombrement de la sénéchaussée)
- en 1435, Corconnac (rép. du subs. de Charles VII)
- en 1444, Prioratus Sancti Martini de Corquonaquo. (P. Montfajon, not. du Vigan)
- en 1582, Sainct-Martin de Corconat (Tar. Univ. du diocèse de Nîmes)
- en 1654, le prieuré Saint-Martin de Corconac (insin. eccl. du diocèse de Nîmes)
- en 1793, Corconac (archives départementales L893)

Saint-Martin-de-Corconac appartenait avant 1790 à la viguerie d'Anduze et au diocèse de Nîmes (plus tard d'Alais), archiprêtré de La Salle. Ce lieu ne se composait que d'un feu en 1384. Cette communauté portait pour armoiries : d'azur, à un Saint Martin à cheval, d'or.
Selon Alain Nouvel, la paroisse et le lieu de culte de Saint-Martin de Corconnac sont très anciens. Il attribue ce toponyme à un domaine romain fondé par un certain Curconnus, qui serait devenu Curconnacus, puis Corconnaco et enfin Corconnac.
Dans  l'étude de Jean Castan parue dans l'Almanach du Val Borgne de l'année 2002, intitulée « Saint-Martin-de-Corconnac et Saumane, les anciennes paroisses siamoises du centre de la vallée Borgne vue par les arpentements des années 1550 », il apparaît que la paroisse de Saumane semblerait la doyenne des paroisses siamoises. Le cartulaire de l'abbaye de Saint-Victor de Marseille donne deux anciennes mentions concernant : « En 1079 – cella sancte marie de saumanna » et, en 1113, « ecclesia parochialis sancte marie de saumanna », alors que Saint-Martin ne commence à être cité qu'en 1345 « mansus corconnaco- seigneurie d'alais» et en 1444 pour son « prioratus sancti-martini de corquonaqo ».

### DuXIVesiècleauXVIesiècle
Dans un autre hommage, fait le 18 juillet 1373 à Carolo Francorum, régé régnante (Charles V) il est écrit que la rédaction de cet acte a été fait dans le Claustrum (cure) Sancti-Martini de Corconnaco en présence de Joanne de Bastida et Guilhem Gaucelin. 
En 1400 l'église Saint-Martin de Corconac aurait été fortifiée comme le furent d'autres églises à cette époque. Dans les hommages faits au conte d'Alès en 1400 Martin du Barre mentionne pour Ecclesiastican « qu’est en l'église Saint-Martin de Corconnac et la forteresse, s'il en avait eu une, ou si venait à en être édifiée une en ladite église ».
Le 20 août 1516, Jean de la Bastide, fonde en l'église de Saint-Martin-de-Corconac une chapellenie du titre de Sainte-Marie. Ce bénéfice, à la collation des seigneurs de Saint-Martin, ses descendants, valait encore 38 livres de rente au XVIIIe siècle.

### AuxXVIIeetXVIIIesiècles
On peut penser que du fait de sa situation, l’église de Saint-Martin de Corconac a pu jouer un rôle militaire dans le passé. En effet, le cadastre napoléonien montre qu'elle contrôlait directement le principal chemin de la vallée qui conduisait à Saint-Jean-du-Gard en passant par Bussas d'une part et vers Lasalle par le col du Mercou d'autre part.

#### Les guerres de Religion et la réforme
Le compois de Saint-Martin 1610 mentionne que la paroisse était composée de soixante feux, tous protestants. Il n'y a plus de catholiques. Le curé Vidal est inconnu des habitants. Le curé de Saumane fait parfois le service divin à Saint-Martin de Corconac. L'église, très bien conservée servait aux réformés pour leur prêches et leurs assemblées. En 1616, les réformés n'y célèbrent plus leurs cultes sous peine d'être déclarés rebelles aux lois. En 1622 malgré les Edits royaux, les Ministres du culte y font leurs prêches. « Les huguenots, toutefois, persistèrent, mobilisés par le duc de Rohan et en 1675, ils font prêcher leur ministère dans l'église ». 
Jean Salles demeurait alors « près du temple paroissial » c'est-à-dire de l'église.
L'abbé Goiffon, archiviste du diocèse au XIXe siècle rapporte au sujet de deux visites diocésaines dans cette paroisse entièrement acquise à la réforme : « en 1611... Mgr de Valdernod constate que le prieur est absolument inconnu des habitants, que le service divin est fait parfois par un prêtre nommé Jean Pé, curé de Saumane ».
De  1649 à 1659, le curé Trial avec l'approbation tacite de l’évêque n'habite pas le presbytère de Saint-Martin. En 1675, Jean Ménard, promoteur diocésain de Mgr Séguier est en visite à Saint-Martin le 15 septembre. Il observe que : « l'église ancienne est grande et assez jolie, le presbytère était bien bâti pour le pays... La paroisse était huguenote, à l'exception d'un seul habitant catholique »[réf. nécessaire].
À cette époque, un différend oppose le prieur et la communauté des habitants. L'abbé Jean Boyer, prieur de Saint-Martin de 1634 à 1649 fait une transaction avec les habitants le 11 mai 1647. Cette transaction fixe les taux de la dîme au «quinzième et dix-huitième »ce qui est favorable aux habitants.
L’abbé Trial, qui succède à l'abbé Jean De Boyer, soucieux de « tenir et jouir » de ces droits et invoquant « diverses nullités », se réclamant d'une sentence du Parlement de Toulouse, fixe « la dîme des bleds et de toutes sortes de grains au onzain ». Les deux parties concluent un arrangement amiable arrêtant le taux de « la dîme du bled au douzième », ce qui était favorable aux habitants de Saint-Martin.

#### Les persécutions et la guerre des camisards
- Si vous ne connaissez pas le sujet, laissez ce bandeau (vous pouvez alors contacter les auteurs).
- Si vous supprimez le contenu mis en cause (vous pouvez préalablement contacter les auteurs),

argumentez précisément cette suppression dans la page de discussion
(un manque de référence n'est pas un argument ; une recherche réelle de référence doit avoir été effectuée, être formellement documentée).
Jean Castan a retracé l'histoire de l'église durant la guerre des Camisards. Le prieur Vedel était présent en 1702. L'abbé Goiffon écrit que « son église et son presbytère furent incendiés en novembre 1702 » par les Camisards de Salomon Couderc. Ils brûlent de semblables bâtiments à Peyrole le jour même. D'après Abraham Mazel cet épisode aurait eu lieu à la fin septembre, ce qui correspond aux informations contenues dans le registre paroissial de l'église de Saumane : « brûlée le 27 septembre au soir ». 
Cette série d'incendies aurait commencé à Saint-Marcel de Fontfouillouse. Mais Abraham Mazel aurait eu l'ordre « par inspiration » d'épargner l'abbé Vedel. Au mois de mars 1703, les Camisards tentèrent de délivrer les habitants de Saumane enfermés dans les maisons du pont de Vallongue par le brigadier Julien. Il resta maître du terrain et amena son butin et ses prisonniers à Saint-Jean-du-Gard. En février 1704, le chef-camisard Roland surprit au même endroit un bataillon des troupes du Roi qui allait de Lasalle à Saint-André-de-Valborgne. 
Les soldats qui purent s'échapper s'enfermèrent dans le château de Rocou où le brigadier Planque vint les délivrer le lendemain matin « Ils le brûlèrent en se retirant, ainsi que les maisons qui étaient au-dit pont de Vallongue ». (Bd 14EM). 
Abraham Mazel était natif de Falguières, à Saint-Jean du Gard. Il poursuivit le combat malgré la reddition de nombreux camarades, fut capturé en janvier 1705 et conduit à Montpellier. Le prieur Vedel intervint alors car il savait qu'Abraham lui avait sauvé la vie lors de l'incendie de son église. Il sollicita l'évêque de Montpellier et la peine capitale ne fut pas prononcée contre Abraham. L'intendant l'envoya à la Tour de Constance le 28 janvier 1705. Il s'en évada en juillet, et après un séjour à Londres, fut tué près d'Uzès le 14 octobre 1710. Il y eut au moins trois procès-verbaux d'expertise avec le concours des consuls de Saint-Martin. Le premier, daté du 8 décembre 1702 concerne « la maison du prieur... Les rebelles... ayant brûslé... un membre » en additif constate que « depuis, les rebelles ayant achevé de brûler » le presbytère, « il y a cinq membres brûslés ».
Le deuxième procès-verbal daté du 8 janvier 1703, très détaillé, concerne l'église. Son contenu a été saccagé mais il n'y eut pas d'incendie: « Les rebelles sont entrés, suivant ce qui nous a été dit par le curé, par sa porte, luy ayam ouvert lui-même, la grande porte de l'église n'est aucunement endommagée, il est vérifié que le restant de l'église est en bon état ». 
Le troisième procès-verbal du 20 février 1703 fait état d'autres dégradations mais elles n'ont pas concerné le gros œuvre solide et voûté. L'intendant Basville écrivit au ministre de la guerre : « J'ai vu plusieurs églises brûslées, mais il sera facile de les rétablir, estant toutes voutées. Il n'y a de brûslés que  les bois qui estoient dedans et, si l'on peut se défaire du fanatisme, je puis répondre au  Roy que dans trois mois toutes les églises seront rétablies ».
Le registre paroissial de Saint Martin nous apprend que « L'an dessus en 1714, le quatorzième d'octobre, a été ensevelie devant la porte de l'église de saint-martin, Elisabeth Soulié, âgée de 80 ans, décédée le jour précédent, veuve du Sieur Pierre Daubanel, seigneur du dit Saint-Martin. Présents : François Ribergue, bourgeois et Jacques Mourgues ». Signé, Marseille, prêtre.
En 1766, Jacques Sauzet, natif de Saint-Roman-de-Codières, vicaire perpétuel de Saumane, est présenté par Madeleine de Tourtoulon, veuve de noble Jean d'Assas, afin de se faire pourvoir par l'évêque d'Alès de la chapellenie dite de Sainte-Marie, fondée en 1516 en l'église de Saint-Martin-de-Corconac.
En 1791 la cure de Saumane est supprimée et réunie à celle de Saint-Martin ceci durera jusqu'en 1840.

### AuxXIXeetXXesiècles
L'abbé Goiffon résume en 1881 la situation : « Après la révolution, l'église de Saint-Martin, aujourd'hui inhabitable, fut le centre paroissial de Saumane et Saint-Martin et ne fut transférée à Saumane que part ordonnance de 1840. L'église était alors dans un état déplorable ».
L'église est restée la propriété de la commune. Le 1er juillet 1934 le propriétaire d'un bâtiment contigu à l'église ayant constaté que les fissures du mur mitoyen laissaient déverser des eaux de pluie dans sa maison, demanda à la commune de prendre en charge les réparations. Celles-ci s'élevaient à 3 000 fr. La commune n'ayant pas les moyens, elle céda l'église pour le prix symbolique de 100 fr à M. Poujol Albin, à moins que l'État accepte de la classer monument historique et par la suite de l'entretenir. 
En 1975, Simon Humbert devient propriétaire de cet édifice et il fait réparer la toiture.

## Architecture

### Composition
L'église est composée de deux nefs, un transept et un chœur constituant huit travées (dont sept en voûtes croisées) :
- la petite nef de trois travées, avec sa propre porte (aujourd'hui murée) et son quadrilobe en face.
- la grande nef de trois travées, avec son portail, prolongée par le chœur, séparée de la petite nef par deux grandes arches de part et d'autre du pilier central, comprenant un escalier menant à l'éventuel ancien clocher
- le chœur semi-octogonal soutenu de façon très originale par quatre voûtes-arêtes à 45°
- le transept sud

### Ouvertures
- le portail roman façade ouest
- l'ancienne porte de la petite nef à côté du portail, aujourd'hui condamnée
- la porte de communication avec le presbytère
- les cinq fenêtres hautes trilobées dont une donnant dans le presbytère
- la petite fenêtre quadrilobée dans le chœur de la petite nef
- l'œil-de-bœuf trilobé au-dessus du portail

### Analyse de l'architecture
Pierre-Albert Clément dans son ouvrage Églises romanes oubliées du bas Languedoc décrit ainsi l'église romane typique : « L'Église romane est généralement constituée selon un plan rectangulaire dont le plus grand côté ferait plus du triple du petit côté comme certains édifices de l'Antiquité gréco-romaine et les chapelles paléo-chrétiennes. Elle est généralement composée d'une nef unique séparée en deux travées de  dimension similaire. Cette nef est prolongée par une courte travée de chœur et se termine par une abside voûtée en cul-de-four ».
Or l'église de Saint-Martin-de-Corconac semble faite de deux constructions accolées d'époque et de styles différents. Cela est particulièrement visible sur la façade ouest, dont la partie gauche est nettement distincte de la partie droite, avec des pierres d'angle au bord bien taillé. D'après M. Jean Castan, la partie gauche serait plus récente avec ses pierres bien jointées. On distingue dans cette partie gauche une entrée aujourd'hui condamnée. Elle donne dans une nef collatérale au nord. Selon d'autres historiens et architectes cette partie gauche serait plus ancienne et aurait consisté en une tour de défense.
L'ensemble, en effet, présente des traces de mise en défense, cf. Hommages fait au comte d'Alès en 1400 par Martin du Barre : « qu'est en l'église de Saint-Martin de Corconnac et la forteresse, s'il y en avait une, ou si venait à en être édifiée une en ladite église »
La partie droite de tradition romane a par ailleurs été remaniée. Une nef centrale unique composée de 2 travées et d'une travée de transept, chacune surplombée d'une voûte d'arêtes, a été remaniée ensuite pour lui ajouter un transept Nord (dans le prolongement de la nef collatérale) et un transept Sud, avec une travée de transept surmontée elle aussi d'une curieuse voûte d'arêtes. 
Le transept Nord possède deux ouvertures à double ébrasement : une fenêtre trilobée et fenêtre quadrilobée. 
La nef se termine par un chœur et une abside à trois pans coiffés d'une curieuse voûte d'arêtes. Elle est percée en son centre d'une fenêtre axiale à double ébrasement. Cette nef aurait été  ajoutée sans doute aux XIVe et XVe siècles. Elle se termine à l'ouest par une porte romane surmontée d'un escalier en vis qui forme un bel arc donnant sur une ouverture en haut de la nef gauche. À l'extérieur la façade Ouest offre au regard une belle porte en plein cintre de tradition romane avec une voussure à double ressaut. Elle est surmontée d'une fenêtre trilobée à double ébrasement juste en dessous du toit. L'ouverture est coupée à l'intérieur par un pan de la voûte. 
Au-dehors, le chevet qui termine la partie orientale est de forme quadrangulaire. À l'intérieur la nef se termine dans sa partie occidentale par un escalier situé au-dessus de l'entrée surplombée d'un croisement de voûte. Cet escalier semble donner au-dessus de l'ancienne tour et aurait pu mener à un clocher.
Au sud une porte surmontée d'un linteau et d'une voûte, située au pied de l'escalier, donne accès au presbytère. Au nord une petite construction a été accolée la façade gauche de la partie ancienne de l'église. Elle servait d'écolette.

## Galerie photographique

### Vues extérieures

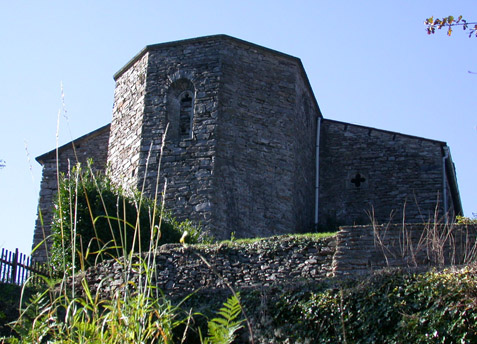
Vue générale nord-est.
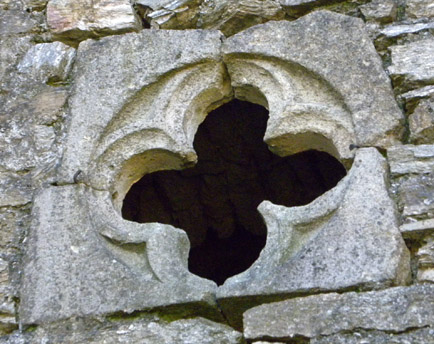
La fenêtre quadrilobée.
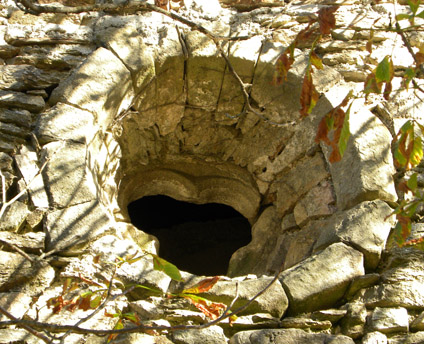
L'œil-de-bœuf trilobé.

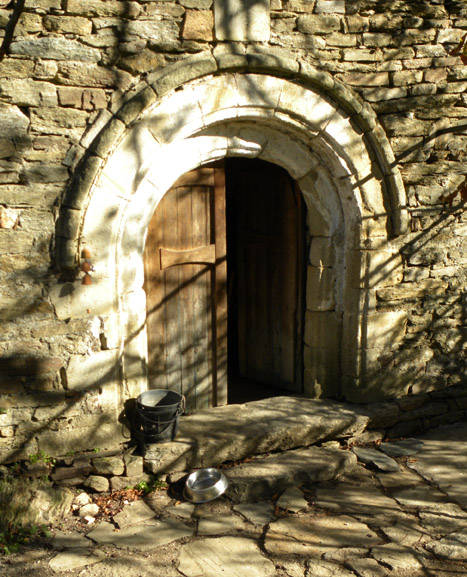
Le portail.
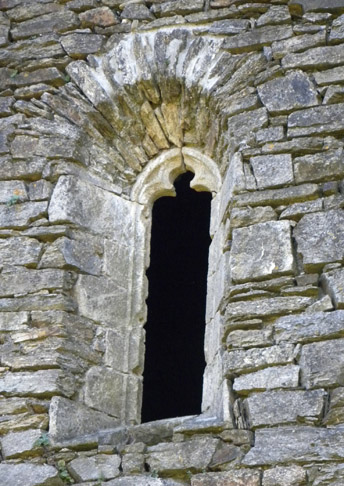
Une fenêtre trilobée.
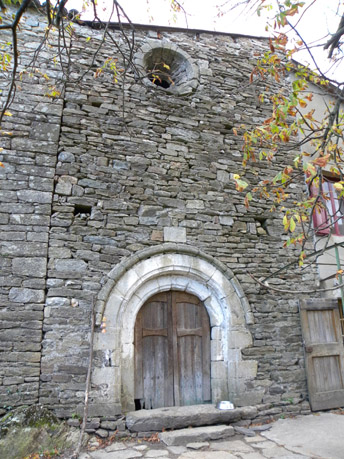
La façade Ouest.

### Vues intérieures

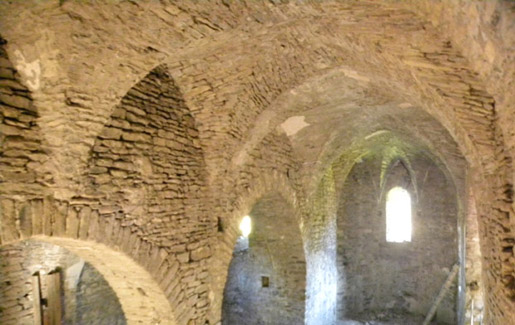
La grande nef.
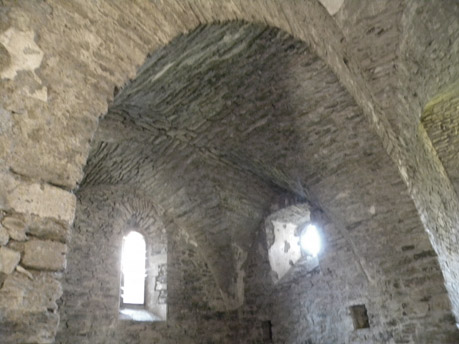
La petite nef.
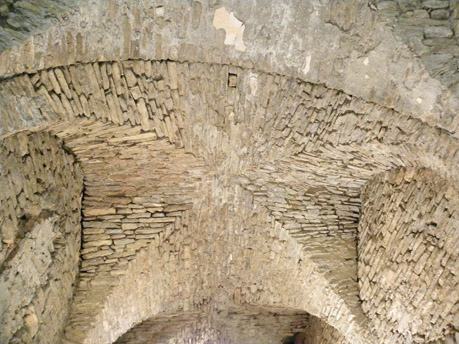
La voûte centrale.

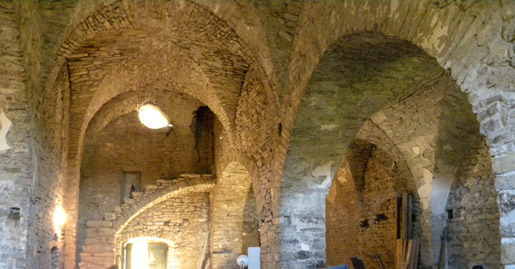
Les deux nefs.
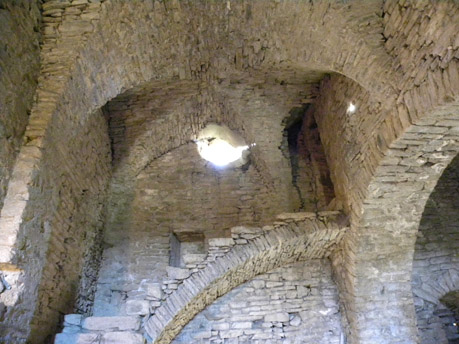
L'escalier.
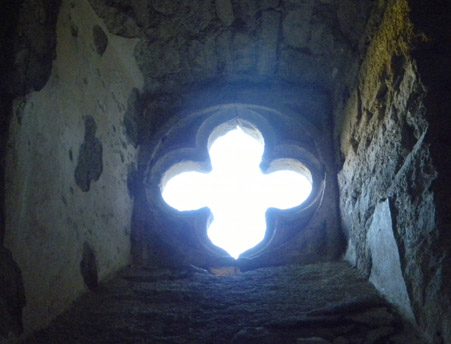
La fenêtre quadrilobée.

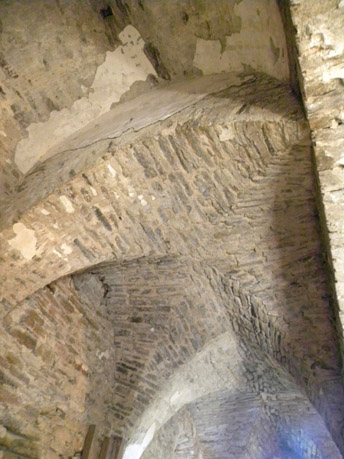
Les voûtes de la petite nef.
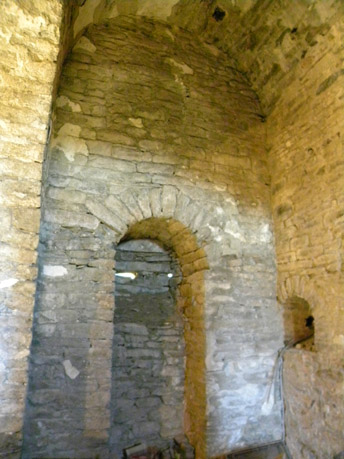
La porte de la petite nef.

## Blason
Le blason de Saint-Martin-de-Corconac est naturellement devenu celui de l'Estréchure.
| Blason de St-Martin-de-Corconac | Sa description est : d'azur à un saint Martin à cheval donnant la moitié de son manteau à un pauvre, le tout d'or. |